# Eloeophila tigricosta
Eloeophila tigricosta là một loài ruồi trong họ Limoniidae. Chúng phân bố ở miền Cổ bắc.